# POSIX
POSIX®, de afkorting van Portable Operating-System Interface, is een standaard die voorziet in een basis voor Unix-besturingssystemen. De standaard specificeert op welke wijze de shell dient te werken, wat verwacht kan worden van bepaalde shellcommando's en welke C-bibliotheekfuncties aanwezig behoren te zijn. Onder deze standaard vallen de IEEE-1003 standaarden en delen van ISO/IEC 9945. POSIX is een handelsmerk van de IEEE en The Open Group.
Veel van dergelijke besturingssystemen houden zich geheel of grotendeels aan de POSIX-standaard. Daardoor is het mogelijk om programma's die op een van deze systemen zijn ontwikkeld en zich conformeren aan de door de Portable Applications Standards Committee ontwikkelde POSIX-standaard, ook te compileren en te gebruiken op een ander dergelijk systeem.

## Geschiedenis
De IEEE-1003 POSIX-standaard bestaat sinds 1988. De standaard is voortgekomen uit het IEEE-IX-project dat in 1985 van start ging. De naam POSIX werd voorgesteld door Richard M. Stallman. De POSIX-versies van voor 1997 waren samengesteld uit ruim twintig onderdelen waarvan de drie belangrijkste waren:
- IEEE-1003.1-1988: Basisspecificaties en systeeminterfaces.
- IEEE-1003.2-1992: Specificatie van de shell en standaardcommando's.[9]
- IEEE-1003.3-1991: Testmethoden voor de POSIX-certificering.[10]

Na 1997 is de POSIX.1-2001-standaard ontwikkeld. Daarin zijn de verschillende onderdelen van eerdere versies samengevoegd. In 2004 is een update op de versie uit 2001 verschenen, waaruit de huidige POSIX.1-2008-standaard voortgekomen is.

## Onderdelen
De POSIX API, de commando's voor de Bourne-shell en de directory-structuur van het bestandssysteem vormen de basis waarop software voor een POSIX-besturingssysteem ontwikkeld wordt.
Alle systeembeheerders en andere gebruikers van een shell maken gebruik van door POSIX gestandaardiseerde command-line-utilities. Van de basisdefinities worden de standaarden voor omgevingsvariabelen en batchservices veel gebruikt. Voor softwareontwikkelaars is het van belang kennis te nemen van de POSIX-standaarden voor met name:
- Reguliere expressies[17]
- Headerbestanden[18] en systeeminterfaces
- Development Utilities
- De Networking services-bibliotheek en de realtime- en threadbibliotheek

De POSIX-standaarden en de Filesystem Hierarchy Standard vormen de basis van de LSB-voorschriften. Deze voorschriften vormen een belangrijke richtlijn voor de ontwikkeling van Linuxdistributies.